# هربرشتينغن
هربرشتينغن (بالألمانية: Herbrechtingen) هي مدينة وبلدة ألمانية تقع في ألمانيا في بادن-فورتمبيرغ. يقدر عدد سكانها بـ 13,148 نسمة .